# Litesound
Litesound è una boyband pop-rock che ha rappresentato la Bielorussia all'Eurovision Song Contest del 2012. La band è stata fondata dai fratelli Dmitry e Vladimir Karyakin, e ha visto alternarsi vari membri, tra cui dal 2006 al 2015 il cantante italiano Jacopo Massa.

## Componenti del gruppo
- Dmitrij Karyakin (solista)
- Vladimir Karyakin (solista)
- Jacopo Massa (solista)
- Mario Gulinsky (bassista)
- Alexander Voloschik (batterista)
- Evgenij Sadovsky (tastierista)

## Discografia
Le canzoni del gruppo Litesound sono state raccolte in diverse collezioni. Il singolo My Faith era presente sia nell'album Prima Internazionale, che nella raccolta Evrovigma, e, nel 2006, commercializzato da Vigma. Nel 2007, nell'ambito della campagna “Dove c'è la violenza non esiste la famiglia”, le canzoni della band sono state incluse in un disco multimediale. Il 5 dicembre del 2008 la West Recors pubblica l'album, Going to Hollywood, (Sulla strada di Hollywood).  Nel 2008, da solista, produce l'album Spegnete la violenza in famiglia, che esce su CD. Nell'autunno 2011, sempre da solista, esce il secondo album.

## Colonne sonore
Nella primavera del 2008, il gruppo registra la canzone The Life, colonna sonora per la televisione commerciale MTS, diventando il rappresentante musicale della più grande azienda cellulari del mondo. Nel 2011, il band ha registrato inni per alcune squadre di calcio, tra le quali quello dello Shakhtar Donetz, e per squadre di pallamano, come la Dinamo Minsk. Nel 2011 registrano la colonna sonora per spot dello yogurt Danone.

## Videoclip
Il brano Solo Per Te, del 2009, della Intestate Broadcasting Company Mir, è incluso nella Top ten dei video dei paesi della CSI e del Baltico nel 2010.